# Павлюк Богдан
Павлюк Богдан, «Мєнчак» (10 січня 1912, м. Стрий — †червень 1941, біля Перемишля) — інженер-лісник; член куреня Лісові Чорти від 1930 року, член підпільного Пластового Центру від 1939 року, заступник голови Центру 1939 — 1941.
Пропав без вістки в м. Перемищині на весну 1941.